# 森沢三郎
森沢 三郎（森澤 三郎、もりさわ さぶろう、1904年 - 1988年）は、日本の英語学者。大阪外国語学校、大阪外事専門学校、大阪外国語大学に務めた。第二代大阪外国語大学学長。

## 略歴
- 大阪外国語学校、大阪外事専門学校、大阪外国語大学（すべて同一の団体の名称が変更したもの）で教鞭をとる。
- 昭和16年の時点で、大阪外国語学校の教授であったことが確認される。
- 大阪外国語大学 第二代学長

## 逸話
『大阪外国語大学70年史 資料集』には、以下の逸話が残る。
「日米開戦」「米太平洋艦隊全滅」三階大教室はこのニュースでわきかえっていた。八時からは歴史の講義が始まるはずであった。やがて教授がみえて檀上に上がる。いつもとちがい、かばんを持っていない。顔は青ざめ、ふるえているようにもみえる老教授を私たちは一斉にみつめる。
「日本はすぐ負ける・・・・・」教授の声が響きわたると、百人もいた私たち学生は総立ちになった。「国賊」「憲兵隊へつれて行け」数人の学生が教壇にかけ上がり、教授の胸倉をつかみ、教壇から引きずり降ろそうとした。
「まず私の講義を終わりまできけ。憲兵隊へはそれからでよかろう。」やがて私達が席につき講義が始まる。
「アメリカの戦力は今日本の二倍である。しかし、アメリカの全生産力は日本よりずっと大きく、すぐに日本の二十倍の戦力を持つ事になる。歴史は科学である。科学の法則は変えられない。日本は、やがて敗退する。諸君は死んではならない。生きて敗戦後の日本のために働かなければならない。」教授の目は涙でうるみ、講義は終わった。

私達は、この朝の事をその後、一度も口にせず、老教授の名前も忘れようと努め、また忘れてしまったが、教授の涙にぬれた顔は強烈に脳に焼きついて忘れません。当時、「日本は敗れる」と言った事が憲兵隊に知れると捕まって、まず生きて帰れないのでした。教授は生命をかけて私達に学問の真理をさとしてくれたのでした。

## 著書
- 『民主主義(デモクラシー)の話 : 問答體』源泉堂書房 1945.12
- High school composition : senior course, 文進堂, 1951.4
- 『気儘なアンソロジー』アート印刷工芸社, 1966.1
- 『実戦のビジネス英語 : 国際商戦に勝ちぬくために』英潮社, 1978.6
- 『商業英語開眼』大修館書店 1979.4

## 共書
- 『実用英語ハンドブック』森沢三郎、 笹森四郎、安達博吉編著 大修館書店、1964.9

## 翻訳
- ハーバート・アリン・ヂャイルズ『支那文化展望』大阪寶文館、1943.1